# CD Logroñés
Club Deportivo Logroñés war ein spanischer Fußballverein aus der Stadt Logroño in der Provinz La Rioja. Zuletzt spielte der Klub 2008/09 in der Segunda División B (Gruppe II).

## Geschichte
CD Logroñés wurde 1940 gegründet und folgte dem 1924 ins Leben gerufenen CD Logroño nach. 1950 stieg man erstmals in die Segunda División auf. Der erste Aufstieg in die erste Spielklasse gelang 1987. In den folgenden acht Jahren verblieb der Verein in der Primera División, was zugleich die erfolgreichste Epoche des Klubs darstellt. Die letzte Teilnahme an der ersten Division erreichte CD Logroñés 1996/97. Danach folgte der sportliche Abstieg einhergehend mit finanziellen Problemen. 1999/2000 wurde der Verein wegen nichtgezahlter Spielergehälter aus der zweiten Liga in die viertklassige Tercera División strafversetzt. Nach dem zwischenzeitlichen Wiederaufstieg in die Segunda División B wurde während der Saison 2008/09 der Spielbetrieb eingestellt.
2009 gründeten sich unabhängig voneinander die zwei Nachfolgevereine UD Logroñés und SD Logroñés.

## Statistik
- Saisons in der Primera División: 9
- Saisons in der Segunda División: 18
- Saisons in der Segunda División B: 9
- Saisons in der Tercera División: 30
- Beste Platzierung in der Primera Divisió: 7. (1989/90)

## Ehemalige Spieler
| - Agustin Abadia - Toni Polster - Luis Islas - Oscar Ruggeri - Jochen Kientz - Silviu Lung - Oleg Salenko - Juan Alonso | - Julen Lopetegui - Jorge López Montaña - Enrique Romero - Guillermo Gorostiza - Miguel Muñoz - Nayim - Fernando Carreño - Rubén Sosa Ardáiz |

## Trainer
- Guillermo Gorostiza (1948–1949)
- Antoni Ramallets (1966)
- Javier Irureta (1988–1989)
- Miguel Ángel Lotina (1992–1993, 1996–1997)
- Juande Ramos (1995–1996)
- Víctor Muñoz (1997–1998)